# Natação nos Jogos Olímpicos de Verão de 1900 - 200 m livre masculino
A competição dos 200 metros livres masculino nos Jogos Olímpicos de Verão de 1900 foi a prova mais rápida desta edição dos Jogos. A competição contou com 26 nadadores, e foi disputada entre os dias 11 de agosto e 12 de agosto.

## Medalhistas
| Ouro   | AUS Frederick Lane |
| Prata  | HUN Zoltán Halmay  |
| Bronze | AUT Karl Ruberl    |

## Semifinais
A primeira fase do evento era composta de cinco chaves de semifinal. O melhor de cada chave avançou para a final e outros cinco melhores tempos, somando-se todos os grupos, também garantiam o nadador na final.

### Semifinal 1
| Pos. | Atleta              | Tempo  | Notas |
| ---- | ------------------- | ------ | ----- |
| 1    | AUT Otto Wahle      | 2:35.6 | Q     |
| 2    | GBR Robert Crawshaw | 2:40.0 | q     |
| 3    | GER Julius Frey     | 2:50.4 | q     |
| 4    | SWE Erik Erickson   | 3:05.8 |       |
| 5    | ITA Bussetti        | 3:35.0 |       |

### Semifinal 2
| Pos. | Atleta            | Tempo  | Notas |
| ---- | ----------------- | ------ | ----- |
| 1    | HUN Zoltán Halmay | 2:38.0 | Q     |
| 2    | GBR Peter Kemp    | 2:51.0 |       |
| 3    | FRA Féret         | 3:12.2 |       |
| 4    | FRA Victor Cadet  | 3:24.0 |       |

### Semifinal 3
| Pos. | Atleta               | Tempo  | Notas |
| ---- | -------------------- | ------ | ----- |
| 1    | AUS Frederick Lane   | 2:59.0 | Q     |
| 2    | FRA Tartara          | 3:13.0 |       |
| 3    | FRA Victor Hochepied | 3:46.6 |       |
| 4    | FRA Texier           | 3:47.0 |       |
| 5    | FRA Peyrusson        | 3:47.6 |       |
| DNF  | FRA Pujol            | —      |       |

### Semifinal 4
| Pos. | Atleta                      | Tempo  | Notas |
| ---- | --------------------------- | ------ | ----- |
| 1    | FRA Jules Clévenot          | 3:05.0 | Q     |
| 2    | NED Herman Alexander de Bij | 3:10.4 |       |
| 3    | USA Fred Hendschel          | 3:42.0 |       |
| 4    | AUT R. Foregger             | 4:32.0 |       |
| 5    | FRA Léauté                  | 4:39.4 |       |

### Semifinal 5
| Pos. | Atleta                | Tempo  | Notas |
| ---- | --------------------- | ------ | ----- |
| 1    | AUT Karl Ruberl       | 2:22.6 | Q     |
| 2    | GBR F. Stapleton      | 2:47.0 | q     |
| 3    | FRA Louis Martin      | 2:47.4 | q     |
| 4    | FRA Maurice Hochepied | 2:48.0 | q     |
| 5    | FRA Adam              | 4:28.0 |       |
| 6    | FRA Ronaux            | 4:36.4 |       |

## Final
O austríaco Otto Wahle, classificado da fase anteiror, não disputou a final.
| Pos.              | Atleta                | Tempo        |
| ----------------- | --------------------- | ------------ |
| Medalha de ouro   | AUS Frederick Lane    | 2:25.2       |
| Medalha de prata  | HUN Zoltán Halmay     | 2:31.4       |
| Medalha de bronze | AUT Karl Ruberl       | 2:32.0       |
| 4                 | GBR Robert Crawshaw   | 2:45.6       |
| 5                 | FRA Maurice Hochepied | 2:53.0       |
| 6                 | GBR F. Stapleton      | 2:55.0       |
| 7                 | FRA Jules Clévenot    | 2:56.2       |
| 8                 | GER Julius Frey       | 2:58.2       |
| 9                 | FRA Louis Martin      | desconhecido |
| DNS               | AUT Otto Wahle        | —            |

Legenda
| Recorde mundial      | Recorde mundial (World record)               |                       | Recorde africano                      | Recorde africano (African) |                                           | Q | Classificado por posição (Qualified) |
| Recorde olímpico     | Recorde olímpico (Olympic record)            | Recorde da América    | Recorde da América (Americas)         | q                          | Classificado por melhor tempo (Qualified) |   |                                      |
| Melhor marca do ano  | Melhor marca do ano (World leading)          | Recorde asiático      | Recorde asiático (Asian)              | DNS                        | Não largou (Did not start)                |   |                                      |
| Recorde nacional     | Recorde nacional (National record)           | Recorde europeu       | Recorde europeu (European)            | DNF                        | Não terminou (Did not finish)             |   |                                      |
| Recorde pessoal      | Recorde pessoal do atleta (Personal best)    | Recorde da Oceania    | Recorde da Oceania (Oceania)          | DSQ / DQ                   | Desclassificado (Disqualified)            |   |                                      |
| Recorde da temporada | Recorde da temporada do atleta (Season best) | Recorde sul-americano | Recorde sul-americano (South America) | NM                         | Sem marca (No mark)                       |   |                                      |